# Dan Thorland
Dan Thorland (1966) è un ex sciatore alpino norvegese.

## Biografia
Specialista delle prove veloci, Thorland vinse la medaglia d'oro nella discesa libera ai Campionati norvegesi del 1984; non prese parte a rassegne olimpiche né ottenne piazzamenti in Coppa del Mondo o ai Campionati mondiali.

## Palmarès

### Campionati norvegesi
- 1 medaglia (dati dalla stagione 1983-1984):
  - 1 oro (discesa libera nel 1984)[1]